# Santoba FC
Santoba Football Club w skrócie Santoba FC – gwinejski klub piłkarski, grający w drugiej, a niegdyś w pierwszej lidze gwinejskiej, mający siedzibę  w mieście Konakry.

## Występy w afrykańskich pucharach
| Sezon     | Rozgrywki           | Runda   | Kraj                     | Klub            | Dom | Wyjazd | Dwumecz |
| --------- | ------------------- | ------- | ------------------------ | --------------- | --- | ------ | ------- |
| 2019/2020 | Puchar Konfederacji | wstępna | Nigeria                  | Niger Tornadoes | 3–3 | 2–1    | 5–4     |
| 2019/2020 | Puchar Konfederacji | 1       | Wybrzeże Kości Słoniowej | FC San Pédro    | 0–0 | 0–3    | 0–3     |

## Stadion
Domowe mecze klub rozgrywa na stadionie o nazwie Stade Municipal de Coléah w Konakry, który może pomieścić 1000 widzów.

## Reprezentanci kraju grający w klubie
Stan na sierpień 2024.
| - Elhadj Bah - Mohamed Bangoura - Ousmane Bangoura - Ousmane Barry - Yakhouba Gnagna Barry - Balla Camara - Mady Camara - Mohamed Camara - Ousmane Camara - Mohamed Coumbassa | - Djibril Diakité - Sam Diallo - Ibrahima Sory Doumbouya - Abdoulaye Kanté - Naby Keïta - Naby Oularé - Abdulaye Samaké - Ibrahima Sory Sankhon - Gaoussou Youssouf Siby - Saliú |